# ピルキントン

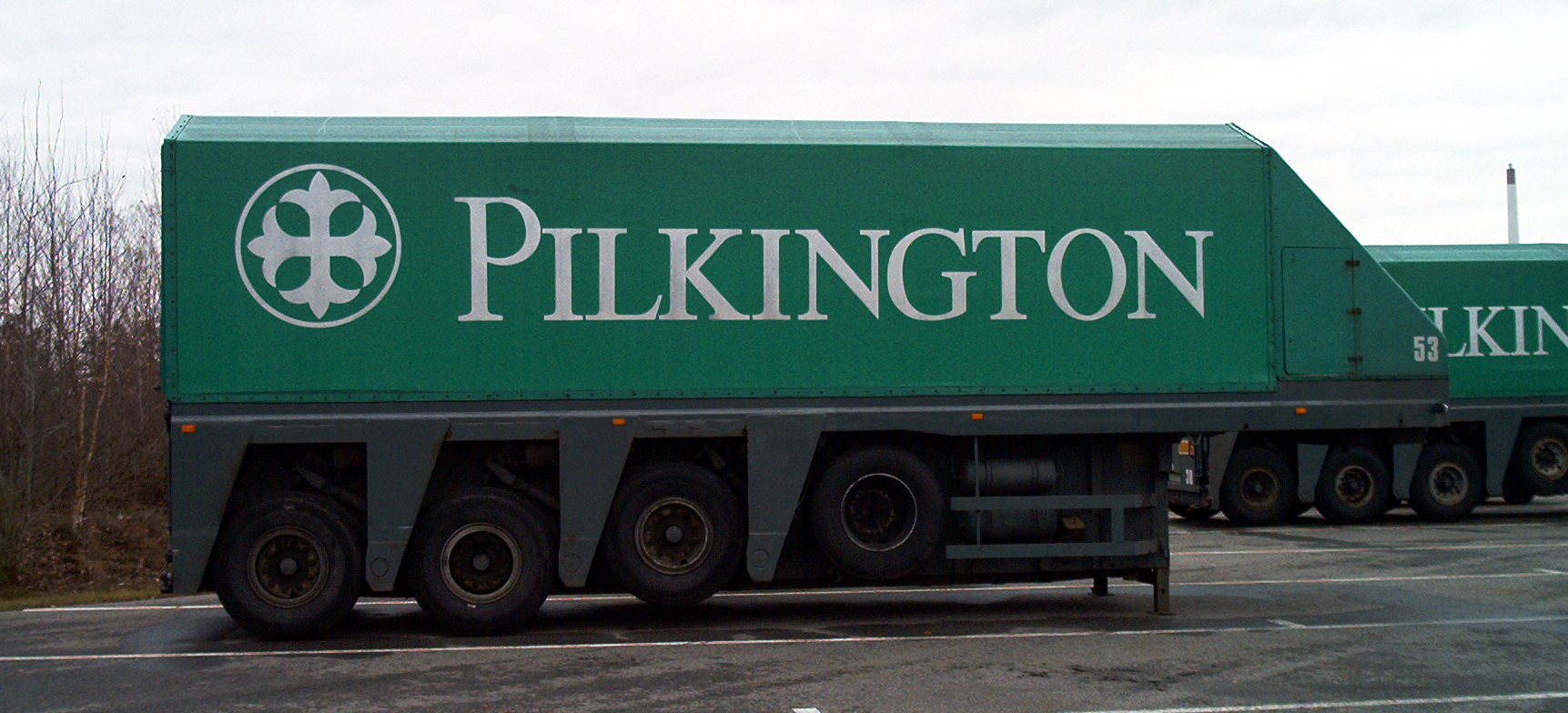

ピルキントン（Pilkington Group Limited ）は、イギリスのガラス製造企業である。フロートガラスを開発したことで知られ、自動車向けの安全ガラスの供給や建築物向けのガラスの供給で高いシェアを持つ。
近年では光触媒をコーティングした自浄作用のある板ガラスや、放射線遮蔽ガラスの開発等も行われている。

## 歴史
- 1826年 - ランカシャーのセント・ヘレンズにて、ピルキントン家とグリノール家との共同事業として創業された。当時の会社名はセント・ヘレンズ・クラウン・ガラス社（St Helens Crown Glass Company ）であった。
- 1845年 - グリノール家とのパートナーシップを解消、ピルキントン・ブラザーズ（Pilkington Brothers ）として知られるようになる。
- 1894年7月 - 法人化され、ピルキントンブラザーズ社（Pilkington Brothers Limited. ）となる。北西部の工業地帯において長年、最大の雇用を提供してきた。特有の青ガラスの本社は町の象徴でもある。
- 1953年から1954年 - 溶融した錫の上に溶融したガラスを浮かべて平滑な板ガラスを連続的に生産する方法、すなわちフロートガラスの製法を開発した。これにより高品質のガラスを安価かつ大量に市場に供給することが可能となった。世界中のガラス製造事業者が特許の許諾を受け、特許料の収入で大いに潤った。日本板硝子も当時この特許の許諾を受けた。
- 1970年 - ロンドン証券取引所に上場した。
- 2006年 - 日本板硝子の傘下に入り[1]、両社合せて旭硝子に並ぶガラスのトップメーカーとなった。5つの工場と100ヶ国以上の営業拠点は200万7千ポンド（当時日本円で6千億円）で買収された。
- 2008年6月 - ピルキントンCEOのスチュアート・チェンバースが親会社の日本板硝子の代表執行役社長に就任した。